# 那些夜晚 (專輯)
《那些夜晚》（英語：Some Nights）是美国独立流行乐队歡樂.樂團的第二张录音室专辑，由拉麵工坊发行于2012年2月21日。这张专辑录制于2011年，由 Jeff Bhasker 制作。与新唱片公司签约后，乐队在2011年中的九个多月都在准备專輯。在一些国家，此专辑被标为需家长指导，因为在专辑的主打歌和〈Some Nights Intro〉中出现了单词“fuck”。在美国，此专辑发行并且在〈那些夜晚〉达到最好成绩之后，专辑才被加上家长指导标识。
〈年少輕狂〉是专辑的首单，借助电视和广告使乐队取得了巨大成功。它位居《告示牌》百强单曲榜前列达六周，位居《告示牌》另類單曲榜前列两周，并有超过六百万次数字下载。同名歌曲则作为第二单，在《告示牌》百强单曲榜上荣登第三，数字下载达五百万次，并成为乐队第二首《告示牌》另類單曲榜上位列第一的歌曲。根据 Metacritic，该专辑获得的评价褒贬不一。乐队后来赢得了格莱美最佳新人奖，而〈年少輕狂〉则赢得格莱美奖年度歌曲。Fun 还获得其他四项格莱美奖提名：两项来自〈年少輕狂〉，两项来自这张专辑。

## 外部連結
- Some Nights在Allmusic上的頁面